# レモン山サーベイ
レモン山サーベイ(Mount Lemmon Survey, MLS)は、カタリナ・スカイサーベイの一部である。国際天文学連合の天文台コードは、G96である。アリゾナ州ツーソン北東のサンタ・カタリーナ山地の標高2791mに位置するレモン山天文台にあるスチュワード天文台で口径60インチ(1.52m)のカセグレン望遠鏡が用いられている。
世界で最も成果の多いサーベイの1つである。特に地球近傍天体の発見が多い。また、小惑星センターに5万個を超える小惑星を登録しており、発見数が最も多い。

## 歴史
2008年10月7日に、アンドレア・ボアッティーニは偶然失われた彗星であった206P/バーナード・ボアッティーニ彗星を再発見した。この彗星は、1892年の最初の発見以来、20回公転し、1922年、1934年、2005年には木星から0.3-0.4天文単位のところを通過していた。またこの彗星は、1892年10月13日にエドワード・エマーソン・バーナードによって、初めて写真を用いて発見された彗星でもある。
2011 UN63は、2009年9月27日に発見され、L5の火星のトロヤ群であることが明らかとなった
。また、ダイナミックで冷たい古在メカニズムが見られるアテン群の2012 FC71は、2012年3月31日に発見された。